# Wiaczesław Sobczenko
Wiaczesław Gieorgijewicz Sobczenko, ros. Вячеслав Георгиевич Собченко (ur. 18 kwietnia 1949 w Stalinabadzie) – radziecki piłkarz wodny, dwukrotny medalista olimpijski.
Brał udział w dwóch igrzyskach (IO 72, IO 80), na obu zdobywał złote medale.